# Uwe Schröder (ondernemer)
Uwe Werner Schröder (1941) is een Duits ondernemer, polospeler  en voormalig zeilwagenracer.

## Levensloop
Op 26 januari 1962 richtte hij samen met Hans-Heinrich Pünjer de onderneming 'Henke & Co' op, een importbedrijf voor badhanddoeken en corduroy broeken uit India. Dit bedrijf zou in 1979 uitgroeien tot het kledingmerk 'Tom Tailor'.
Daarnaast was hij ook sportief actief. Zo werd Schröder vijfmaal Europees kampioen in klasse 1 van het zeilwagenrijden en nam hij eind december 1966 deel aan een zeilwagenrally door de Sahara. Ook speelt hij polo.

## Palmares
- Europees kampioenschap klasse 1 (zeilwagenrijden): 1967, 1968, 1969, 1971 en 1972